# Delturus
Delturus es un género de peces de la familia Loricariidae en el orden de los Siluriformes.

## Especies
Las especies de este género son:
- Delturus angulicauda (Steindachner, 1877)
- Delturus brevis Reis & Pereira, 2006
- Delturus carinotus (La Monte, 1933)
- Delturus parahybae Eigenmann & Eigenmann, 1889